# Неоалпова червоніюча
Неоалпова червоніюча (Neoalpova rubescens) — вид грибів, що належить до монотипового роду  Neoalpova. 

## Опис
Неїстівний гриб з округлим плодовим тілом діаметром 2 – 3 см, зморщується біля основи при підсиханні. Має слабкий грибний запах. Спороносний шар твердий білий, потім червоно-бура. При зрізі спочатку жовтіє, потім червоніє.